# Cristiano Doni
Cristiano Doni (* 1. April 1973 in Rom) ist ein italienischer ehemaliger Fußballspieler.

## Leben
Doni spielte in der Jugend beim FC Modena. In der Saison 1991/92 kam er in den Profikader, wurde aber nicht eingesetzt. Daher wechselte er zu Rimini Calcio, die in der Serie C2 spielten. Nach einer Spielzeit wechselte er zur AC Pistoiese in die Serie C. Auch hier wusste er zu überzeugen und nach wiederum nur einer Spielzeit verließ er den Klub, um zum höherklassigen FC Bologna zu gehen. 1996 ging er zum Ligakonkurrenten Brescia Calcio, mit dem er 1997 in die Serie A aufstieg. Nach dem direkten Wiederabstieg wechselte Doni zu Atalanta Bergamo. Hier spielte er bis 2003, ehe auch hier der Gang in die Zweitklassigkeit feststand. Daraufhin ging er zu Sampdoria Genua, die den Aufstieg ins Oberhaus geschafft hatten. 2005 wechselte Doni ins Ausland zum RCD Mallorca, kehrte aber nach einer Spielzeit nach Italien zurück und stand von 2006 an bei Atalanta Bergamo unter Vertrag.
Doni war ab 2001 kurzzeitig italienischer Nationalspieler. Er bestritt sieben Länderspiele und erzielte dabei ein Tor. Er gehörte zum Kader bei der Weltmeisterschaft 2002, wurde aber nach dem Turnier nur noch zwei Mal eingesetzt.
Am 9. August 2011 wurde Doni im Zuge des Manipulationsskandals für dreieinhalb Jahre gesperrt.